# Bethelium affine
Bethelium affine là một loài bọ cánh cứng trong họ Cerambycidae.